# Katu (peuple)

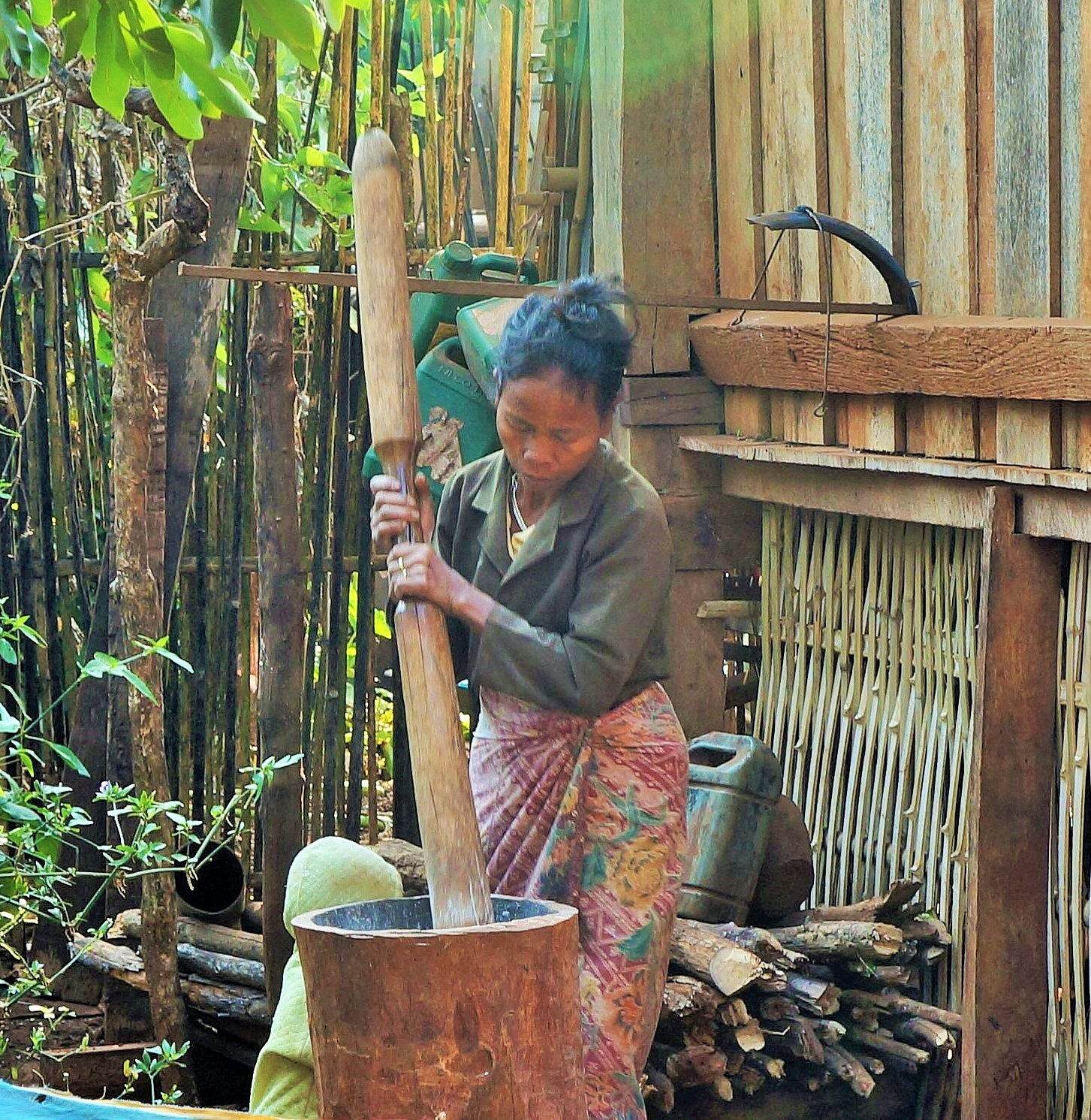
Battage (agriculture) au village Katu de Ban Lao Ngamn (Laos)

Le peuple katu ou Kathu est un des 47 différents groupes ethniques que comprend le Laos, regroupés en trois grandes familles: les Lao Theung, les « lao soung »  et les Thai-Kadai. Les Lao Theung (Lao d'en haut) sont bien souvent appelés les khas (ou khâs). Ils vivent dans les montagnes de moyenne altitude (entre 300 m et 900 m) sur le Plateau des Bolovens au Laos. Parmi les sous-groupes constitués de la branche mon-khmère du Sud on trouve le groupe ethnique austro-asiatique du peuple Katu.

## Répartition géographique
Le groupe ethnique austro-asiatique "Katu" de l'Asie du Sud-Est est estimé à 3000 personnes qui se répartissent dans la Province de Saravane, une province dans le Sud du Laos, et dans la région centrale de la Cordillère annamitique  située au Viêt Nam.

## Habitat

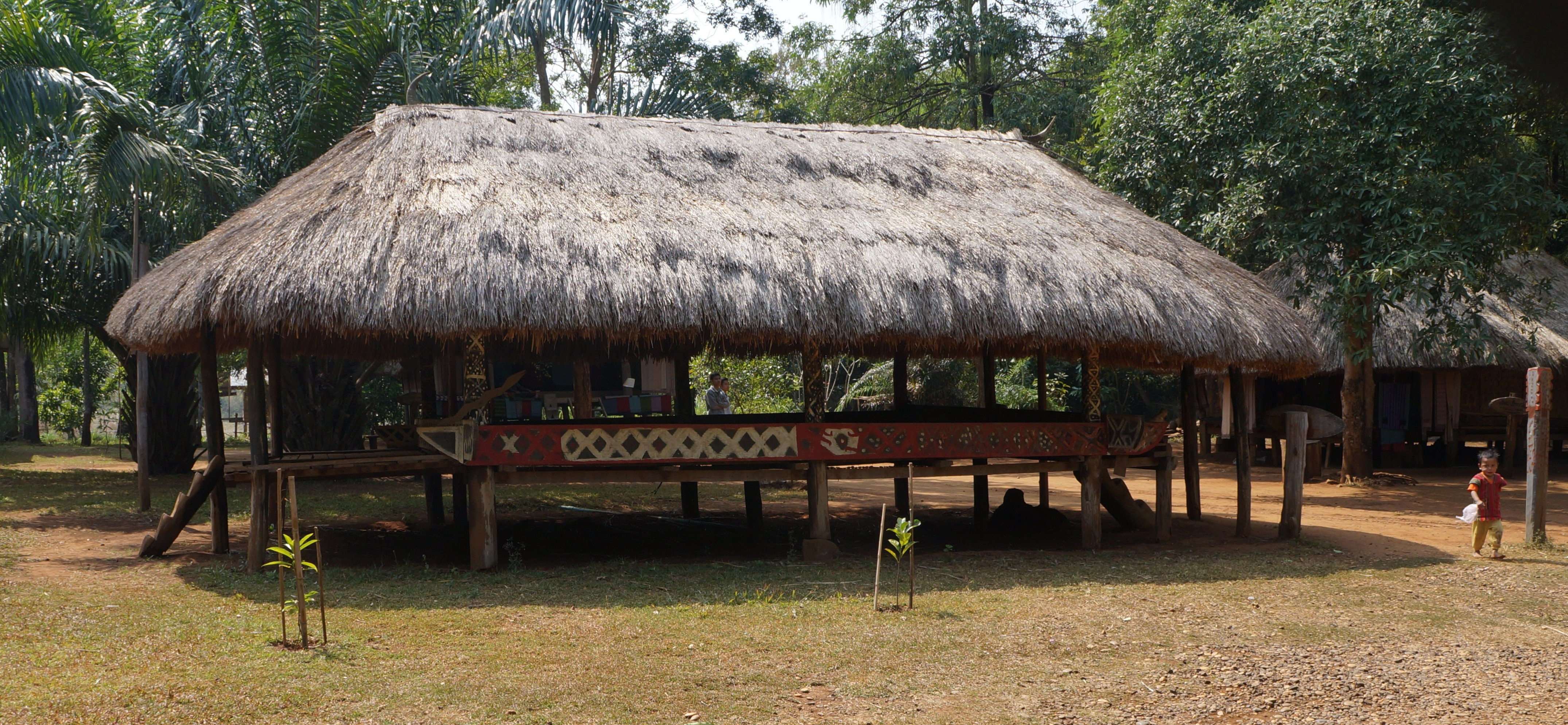
Ban Lao Ngam.- Village des Tisserands

Le Kathu vit dans des villages difficile d'accès. Ils sont  éloignés des grandes villes. Ils comportent dix à soixante maisons, construites sur des pilotis élevés à un mètre du sol. Traditionnellement elles sont regroupées autour de la  maison communale. Le village est toujours clôturé avec une enceinte, faite avec des troncs d’arbres.

## Culture
La langue katu appartient au groupe des langues katuiques dans le rameau oriental de la branche môn-khmer des langues austroasiatiques (Katu).

## Religion
Les minorités Katu, se référent à l’animisme. Leur croyance en l'esprit est vivace, le culte des morts est profond. Il est comme la force vitale qui les anime, ainsi que les objets et les éléments naturels, comme les pierres et le vent. Ils les considèrent comme des génies protecteurs.

## Ressources

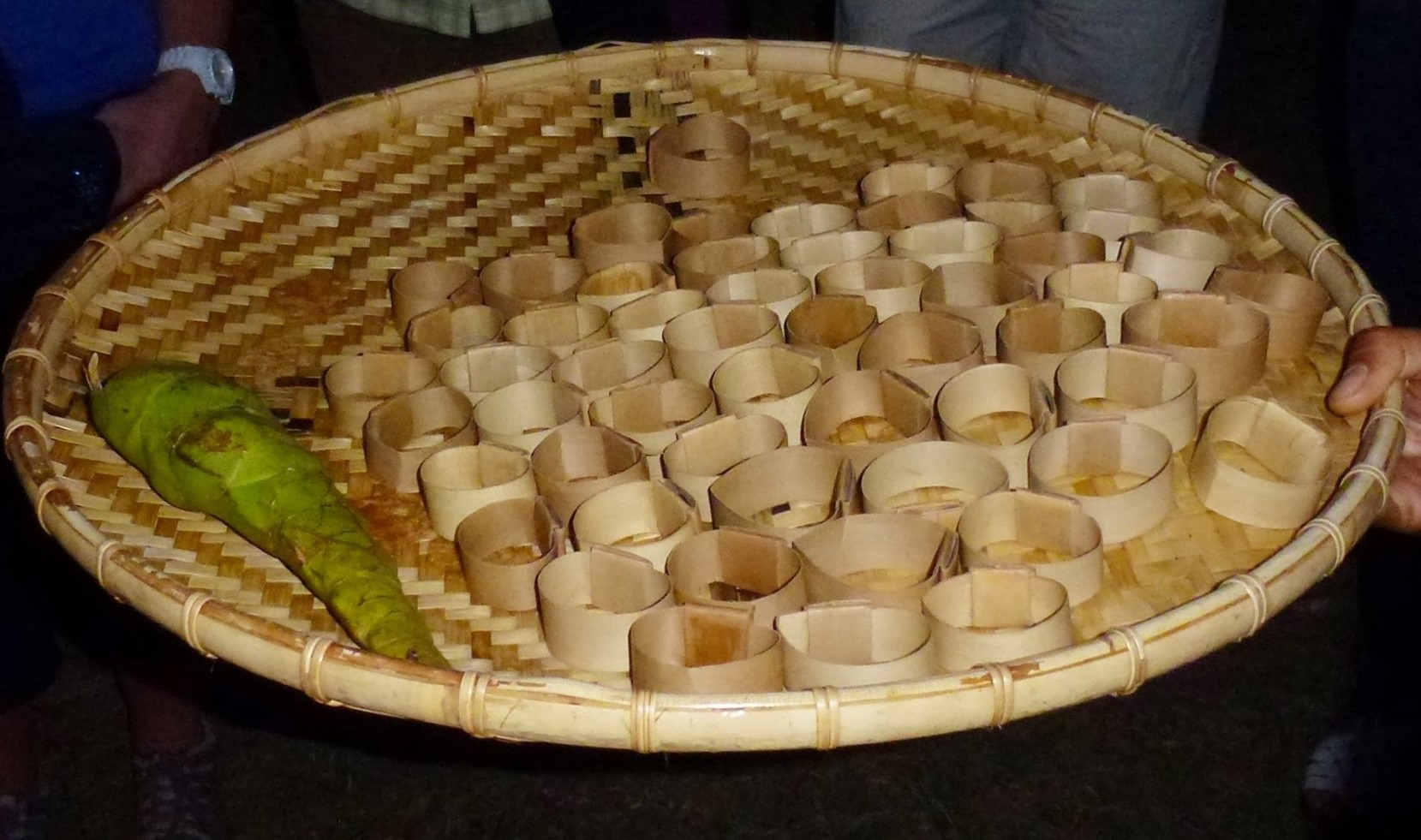
Préparation du riz gluant

L'alimentation de base est le riz, cultivé selon la méthode culture sur brûlis, et aussi le maïs, les patates, le manioc, et les fruits des bananiers, papayers, jacquiers, ananas, citronniers. Ils pratiquent l’élevage du porc, du buffle, du poulet, des chèvres. Les aliments complémentaire sont apportés avec le poisson.

## Artisanat

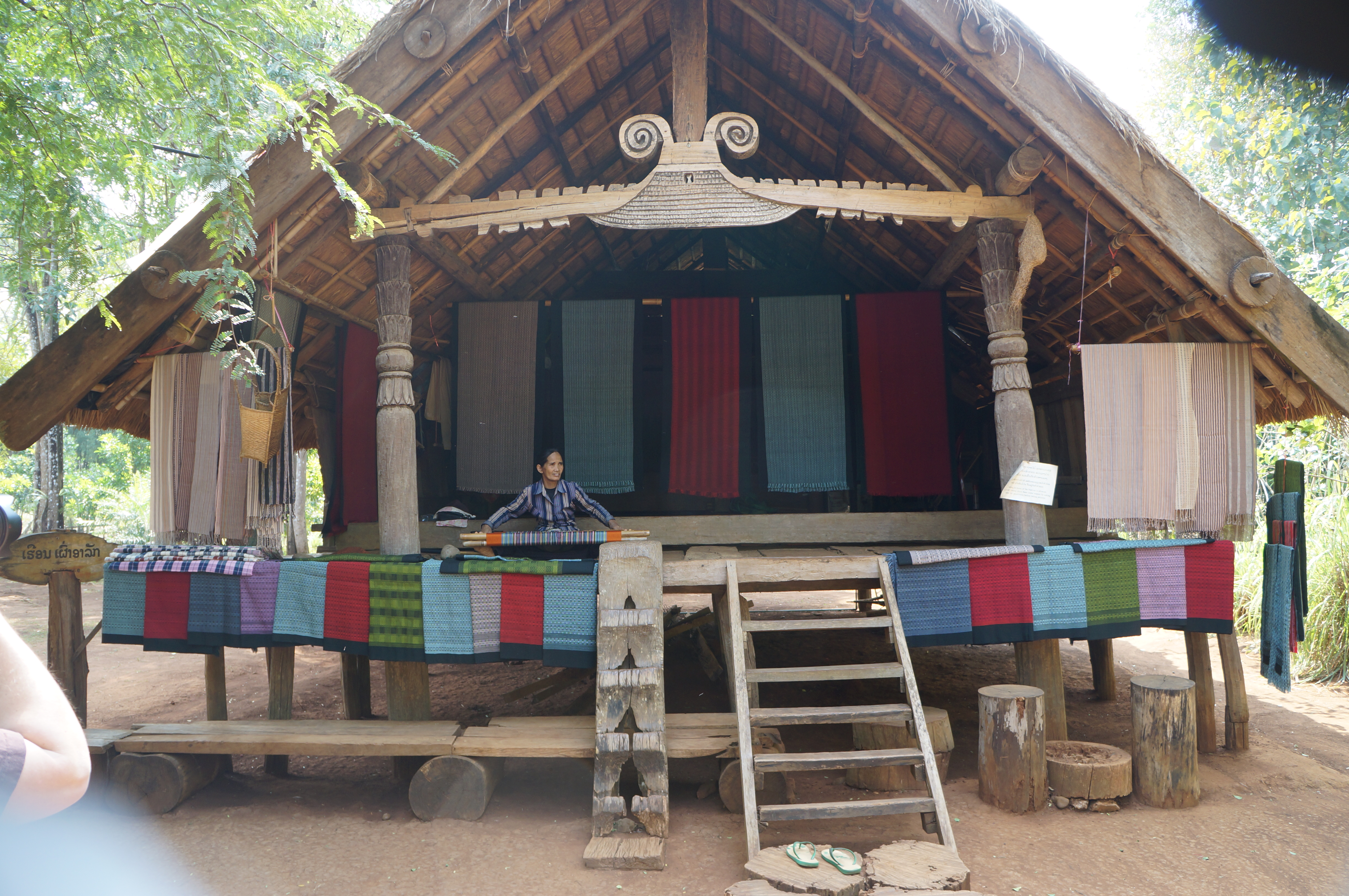
Ban Lao Ngam.- Village des Tisserands

Le village de Ban Lao Ngam celui des tisserands. Il abrite de nombreux métiers à tisser nécessaires la fabrication traditionnelle des tissus et des tapis.

## Santé
Un projet de développement dans les villages du nord de la république démocratique populaire lao a été mis en place afin d'améliorer la santé des villageois, en particulier celle des mères et de leurs enfants. L'objectif est de tester et de développer un modèle cohérent de la participation de la collectivité pour l'accès aux soins médicaux de première nécessité .
Le projet est réparti sur quatre axes: 
- le renforcement des capacités villageoises dans la planification, et la mise en œuvre d'une prophylaxie efficace,
- l'amélioration de l'infrastructure villageoise pour un assainissement de l'environnement,
- le renforcement de la capacité des districts et des centres de santé à soutenir la prévention ,
- la gestion et la coordination du projet[5].